# Halina Milicer
Halina Milicer (ur. 29 stycznia 1907 w Szwarszowicach, zm. 6 września 1995 w Warszawie) – polska antropolożka.

## Życiorys
Urodziła się w rodzinie ziemiańskiej jako córka Modesty Zofii Dunin-Borkowskiej i Wacława Cichowskiego, agronoma majątku Borkowskich. W 1914, po wybuchu I wojny światowej, rodzina przeprowadziła się w okolice Krzywego Rogu, gdzie ojciec pracował jako agronom. W 1919, 2 lata po jego śmierci, Modesta Cichowska wróciła do Polski z dwunastoletnią córką Haliną.
W Radomiu Halina Cichowska skończyła szkołę średnią o profilu matematyczno-przyrodniczym. W 1927 zaczęła studia polonistyczne na Uniwersytecie Warszawskim. Pracowała wówczas w biurze architektonicznym. W 1929 zrezygnowała z polonistyki i zaczęła studia w Centralnym Instytucie Wychowania Fizycznego. Dzięki ukończeniu dwuletniej szkoły zawodowej, umożliwiającej zdobycie dyplomu nauczycielskiego, od 1931, kiedy skończyła studia, mogła się samodzielnie utrzymywać. Studia ukończyła z wyróżnieniem i dostała propozycję pracy jako stypendystka, potem asystentka w Zakładzie Antropologii i Biometrii CIWF. Badała problemy reakcji organizmu człowieka na wysiłek fizyczny i związek między budową ciała a wynikami sportowymi. Już w 1933 zadebiutowała tekstem naukowym. W 1932 zaczęła studiować na Wydziale Matematyczno-Przyrodniczym Uniwersytetu Warszawskiego. W tym samym roku wyszła za mąż za przyszłego architekta, Jerzego Milicera. W latach 1935–1937 pracowała w Państwowym Urzędzie Wychowania Fizycznego i Przysposobienia Wojskowego. W 1937 na UW uzyskała magisterium z filozofii w zakresie antropologii, wróciła też do pracy w Zakładzie Antropologii CIWF.
W 1939 urodziła córkę Ewę. Gdy wybuchła II wojna światowa, została zwolniona z pracy, ponieważ okupant niemiecki zlikwidował CIWF. Pracowała dorywczo jako prywatna nauczycielka wychowania fizycznego w Warszawie, a potem w Krakowie. W tym czasie mąż, podporucznik AK, uczestniczył w powstaniu warszawskim, a potem trafił do obozu jenieckiego. W latach 1945–1947 Halina Milicer mieszkała z córką w Lublinie. Pracowała w Zakładzie Antropologii Uniwersytetu Marii Curie-Skłodowskiej. W 1947 wróciła na AWF, gdzie pracowała do 1951.
W 1951 obroniła doktorat w Uniwersytecie Wrocławskim. Z powodu prześladowań politycznych w tym samym roku zaczęła pracę w działającym przy Ministerstwie Kultury Kierownictwie Badań nad Początkami Państwa Polskiego. W latach 1953–1971 kierowała Zakładem Antropologii nowo powstałego Instytutu Naukowego Kultury Fizycznej w Warszawie. W 1959 otrzymała tytuł profesorski nadzwyczajny.
W latach 1965–1968 kierowniczką Zakładu Antropologii PAN we Wrocławiu. Jednocześnie w Warszawie pracowała w Zakładzie Antropologii INKF i UW. Gdy w 1971 INKF włączono do AWF, od 1976 kierowała Zakładem Antropologii. Była też dyrektorką Instytutu Nauk Biologicznych i Rehabilitacji Ruchowej AWF. W 1971 otrzymała profesurę zwyczajną.
Należała m.in. do Komitetu Antropologicznego PAN, Zespołu Ontogenetycznego PAN, Komisji Antropometrii PAN, Zarządu Polskiego Towarzystwa Antropologicznego, Zarządu Polskiego i Międzynarodowego Towarzystwa Biometrycznego, Rady Naukowej Zakładu Antropologii PAN, Prezydium Komitetu Kultury Fizycznej PAN, Rady Naukowej Instytutu Matki i Dziecka, Komisji Wychowania Fizycznego w Radzie Naukowej MON. Była członkinią redakcji czasopism naukowych z zakresu antropologii i wychowania fizycznego, np. „Materiałów i Prac Antropometrycznych”. W 1975 została członkinią honorową Polskiego Towarzystwa Antropologicznego.
W latach 50. XX wieku zajmowała się etnogenezą i antropologią historyczną. Jej pomysły przyczyniły się do powstania Zakładu Antropologii PAN. W czasie pracy w PAN przeprowadziła pionierskie badania antropologiczne dotyczące stratyfikacji społecznej populacji Wrocławia, zainicjowała również longitudinalne genetyczne badania bliźniąt we Wrocławiu („Wrocław Twin Study”). Jako zwolenniczka i inicjatorka badań interdyscyplinarnych opowiadała się za ścisłą współpracą antropologów i archeologów, apelowała o wykorzystanie metod matematycznych w planowaniu badań i analizie wyników badań. W latach 1954–1955 brała udział w Seminariach Matematyki Stosowanej, które we Wrocławiu organizował Hugo Steinhaus i jego współpracownicy. W Międzynarodowym Programie Biologicznym kierowała polskimi pracami z zakresu ontogenezy. Stworzyła szkołę antropologiczną dla potrzeb kultury fizycznej. Była prekursorką badań długofalowych w sporcie i eksperymentów pedagogicznych w sporcie. Promowała nowe metody i narzędzia, wykorzystywała np. badania densytometryczne, rentgenologiczne, ultrasonograficzne.
Napisała wiele prac z pogranicza antropologii i wychowania fizycznego, poświęconych głównie rozwojowi sprawności fizycznej dzieci i młodzieży. Opublikowała ponad 70 rozpraw naukowych, w tym kilka książek. Publikowała w „Materiałach i Pracach Antropometrycznych”, „Przeglądzie Antropologicznym”, „Wychowaniu Fizycznym i Sporcie”, „Nauce Polskiej” oraz „Human Biology”.
Została uhonorowana m.in. Krzyżem Kawalerskim Orderu Odrodzenia Polski (1962) i Medalem Zasługi w Rozwoju Kultury Fizycznej (1978). W 1992 otrzymała doktorat honoris causa AWF.
Pochowano ją została na Cmentarzu Powązkowskim (dawnym Wojskowym) w Warszawie. W piątą rocznicę śmierci ufundowano jej granitową płytę nagrobną i zorganizowano okolicznościowe seminarium.